# Нове Казаче
Нове Казаче (рос. Новое Казачье) — присілок в Козельському районі Калузької області Російської Федерації.
Населення становить 458 осіб. Входить до складу муніципального утворення Село Нижні Приски.

## Історія
Від 2004 року входить до складу муніципального утворення Село Нижні Приски.

## Населення
| 2002 | 2010 |
| ---- | ---- |
| 432  | ↗458 |